# Ex - Amici come prima!
Ex - Amici come prima! è un film del 2011 diretto da Carlo Vanzina.
Il film, sequel di Ex del 2009 di Fausto Brizzi, prodotto da Italian International Film, in coproduzione con la società 01 Distribution ed in collaborazione con Rai Cinema, è uscito il 7 ottobre 2011 nei cinema italiani.

## Trama
Antonio, ex farmacista napoletano e ora europarlamentare, inizia una relazione con Olga, una donna conosciuta in un albergo di Monaco di Baviera e che poi scopre essere il primo ministro delle "Repubbliche Baltiche" (identificabili con la Lituania). Entrambi sono sposati, ma non sono felici dei reciproci matrimoni (il marito di Olga è un alcolizzato e la moglie di Antonio non fa che spronarlo a sfruttare la sua posizione politica per arricchirsi). Antonio capisce che con Olga non ha futuro a causa delle responsabilità politiche di quest’ultima e i due si dividono, ma in modo sereno. Tornato a casa, Antonio lascia la moglie e la politica, poiché Olga gli ha ricordato che la cosa più importante è non deludere la fiducia dei cittadini che votano, non il guadagno personale. Olga, tempo dopo, lo va a trovare e, nonostante sia ancora sposata, accetta il suo invito a cena.
Max, iellato architetto romano, si innamora di Sandra, senza sapere che questa è l'avvocato che cura il divorzio dalla sua ex moglie, che non perde occasione per spillargli altro denaro. Sandra, d'altro canto, depressa dopo l'ultima relazione finita male, scopre piacevolmente come Max sia un brav'uomo e se ne innamora. Quando l’ex moglie scopre la relazione fa loro delle foto e poi, nonostante sappia che i due siano ignari delle reciproche posizioni, le consegna al capo di Sandra, che la licenzia e accusa Max di aver sedotto la sua dipendente per estorcerle informazioni utili per la causa del divorzio. Sandra, credendo che Max avesse un secondo fine, lo schiaffeggia e lo lascia. Il giorno della causa, però, Sandra scopre per caso un filmato dell’ex moglie di Max col suo amante (ex marito di una sua cliente) che spiega i suoi piani per rovinare il marito e, a sorpresa, si presenta in aula per difendere Max e se stessa, sbugiardando le falsità della donna e ottenendo un divorzio molto favorevole per Max e scusandosi per non avergli creduto. I due, però, si lasciano lo stesso perché lei ha accettato un lavoro in Inghilterra, dove resterà almeno due anni. Mesi dopo si rivedono in aeroporto, intenti a partire per lavoro verso due Paesi diversi, ma poi entrambi decidono di raggiungere l’altro e, divertiti, decidono invece di andare in vacanza insieme alle Bahamas, affrettandosi dopo aver visto un altro tizio all'aeroporto cadere rovinosamente come Max e sperando così che la iella sia passata a qualcun altro.
Marco, appena sposato con Floriana, incontra nuovamente Consuelo, una sua vecchia e mai sopita fiamma e finge di non essere sposato, tradendo la moglie. Quando Consuelo lo scopre gli impone di scegliere e Marco sceglie lei, lasciando una lettera d’addio a Floriana. Mentre Consuelo è in bagno, però, Marco legge il suo diario e scopre che Consuelo vuole soltanto sistemarsi con lui perché è tranquillo e ha un buon lavoro e che tanto poi lo avrebbe tradito con uomini molto più attraenti senza il minimo problema. Marco, disgustato, torna dalla moglie appena in tempo per impedirle di leggere la lettera e ne recita una improvvisata in cui esalta la bontà e la sincerità della moglie, cosa che conta molto più dell’aspetto.
Fabio, tradito e lasciato con un sms dalla sua ex fidanzata per un'insalata, spinto più volte a suicidarsi, è in cura presso uno psichiatra e un giorno si finge quest'ultimo perché innamorato di Valentina, paziente presa fittiziamente in cura con altrettante manie suicide dopo essere stata lasciata dal fidanzato. Valentina si innamora di lui a sua volta, ma, dopo aver scoperto tutto, lo lascia. I due, disperati, scelgono lo stesso posto per suicidarsi e sul ponte hanno un confronto in cui rivelano tutta la verità, decidendo quindi di smetterla con gli intenti suicidi e di stare insieme, visto che si amano. Mesi dopo all’aeroporto rivedono i reciproci ex, pentiti, che vogliono tornare con loro, ma entrambi si dichiarano invece felicemente impegnati l’uno con l’altra.
Infine, Paolo, un ragazzo che lavora nella stessa azienda di Fabio, rincorre le ragazze appena mollate perché sono più facili da conquistare, fallendo ogni volta. Alla fine, ingenuamente sposa proprio Consuelo, ingannato dalla sua falsa innocenza.

## Accoglienza

### Incassi
La pellicola ha incassato, durante il primo fine settimana di programmazione 1 800 000 €. Gli incassi totali ammontano a oltre 5 000 000 euro.

## Curiosità

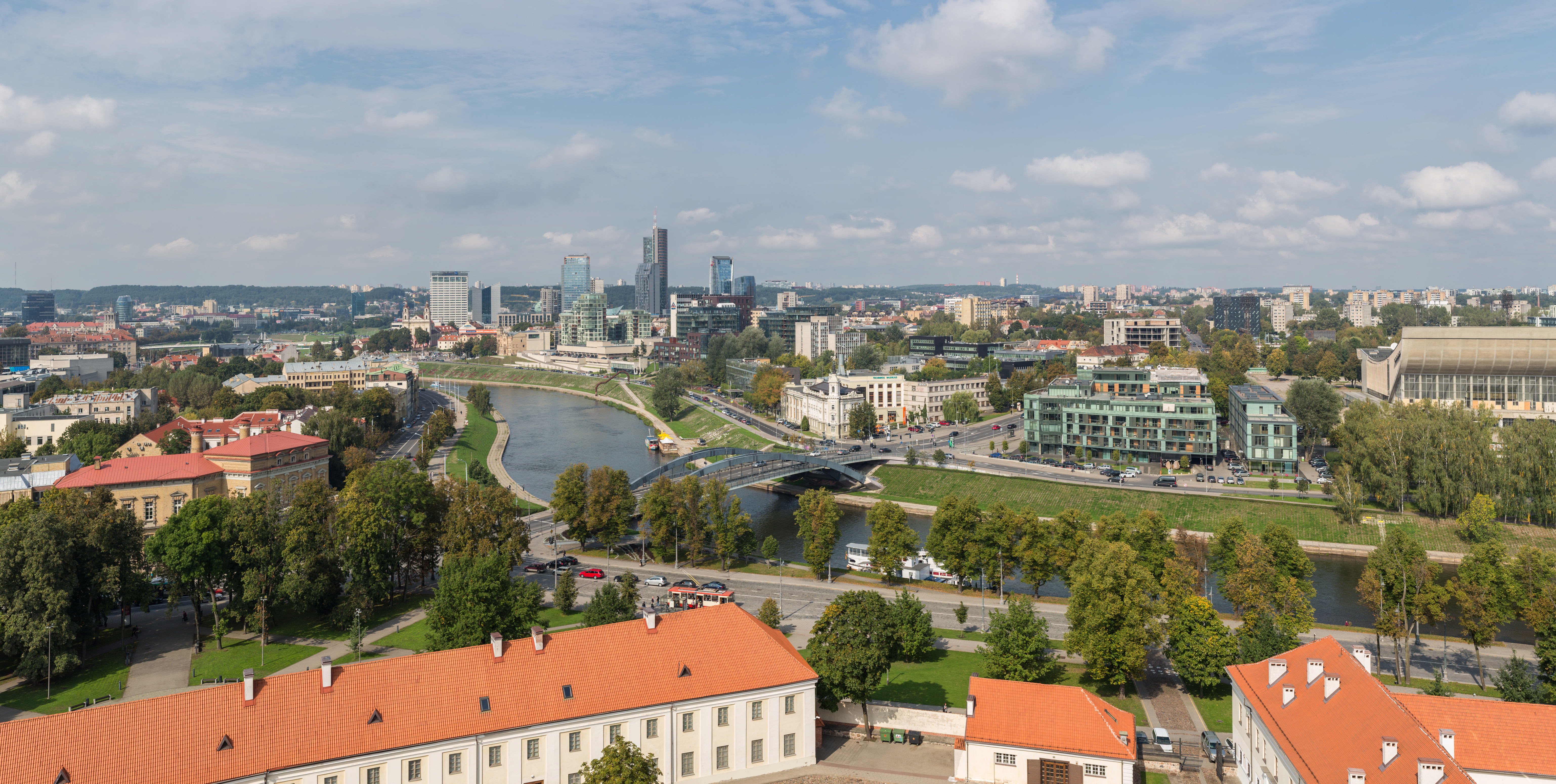
Panorama di Vilnius, vista simile a quella del film

- Il paese da cui viene Olga non viene rivelato nel film. Il suo cognome, Tammsaare, è estone, e in un fotogramma del film (in cui Olga sta telefonando in ufficio) si vede la bandiera dell'Estonia sullo sfondo. In alcune scene però parla in lituano. La scena in cui Antonio viene a trovarla apre con una vista di Vilnius, e alcuni veicoli mostrati hanno delle targhe lituane.
- Il film che guarda Floriana mentre Marco si reca a trovare Consuelo è Ex, il prequel del film.
- Le scene ambientate nelle Repubbliche Baltiche (Lituania) sono state girate a Bonn.